# Герб Волоського
Герб Воло́ського — один з офіційних символів села Волоське Дніпровського району Дніпропетровської області, затверджений у 2019 р. рішенням Волоської сільської ради. Герб є промовистим.

## Опис
У зеленому щиті з лазурової хвилястої бази виходить срібна, мурована чорним, піраміда, поверх якої в косий хрест покладені два золотих пастушачих посохи. Піраміда супроводжується справа золотим гарбузом, зліва золотим волоським горіхом. Щит вписаний у декоративний картуш і увінчаний золотою сільською короною. Унизу картуша напис «ВОЛОСЬКЕ».

## Значення символів
Хвиляста база — символ Дніпра, на березі якого розташоване село; срібна піраміда — Катерининська миля, що розташована поблизу села, волоський горіх і пастушачі посохи — натяк на перших поселенців, волохів, гарбуз — символ вирощування цієї рослини.
Автор — В. М. Напиткін.